# Glenea myrsine
Glenea myrsine là một loài bọ cánh cứng trong họ Cerambycidae.